# Nudibranchia

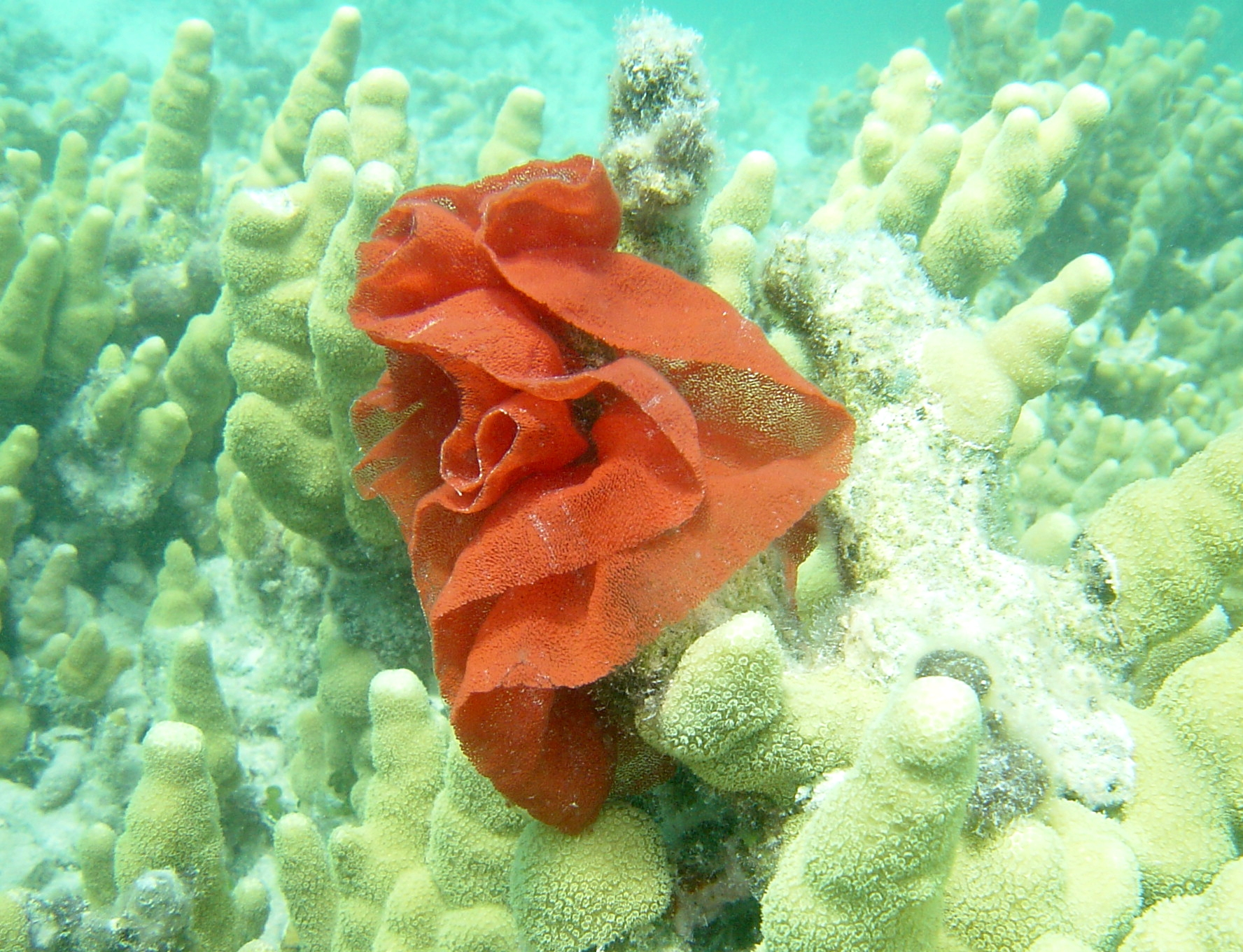
Puesta de huevos de bailarina española (Hexabranchus sanguineus), conocida así por su colorido, pliegues y movimiento.

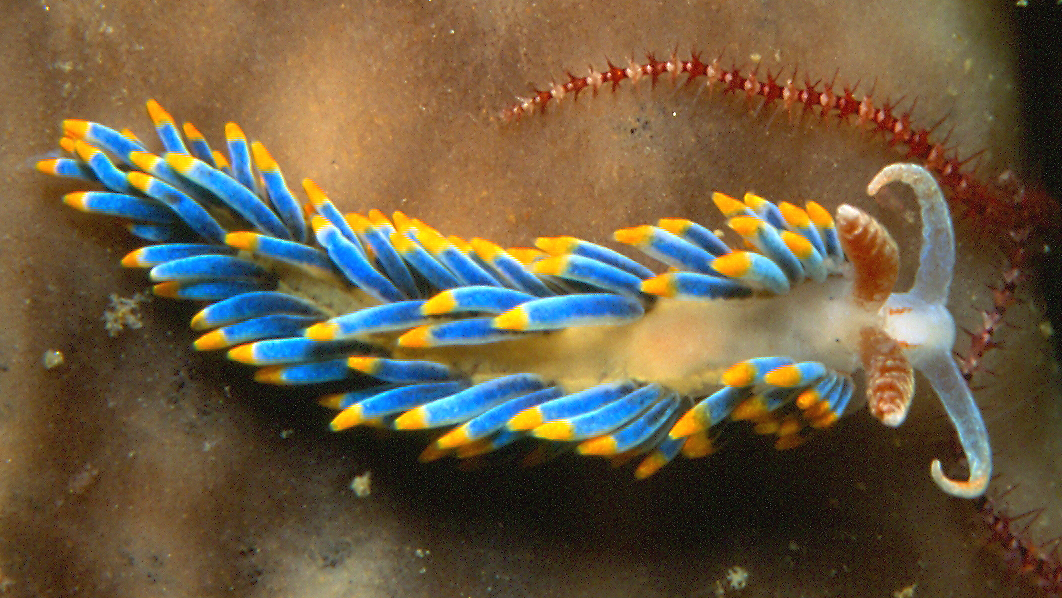
Berghia coerulescens.

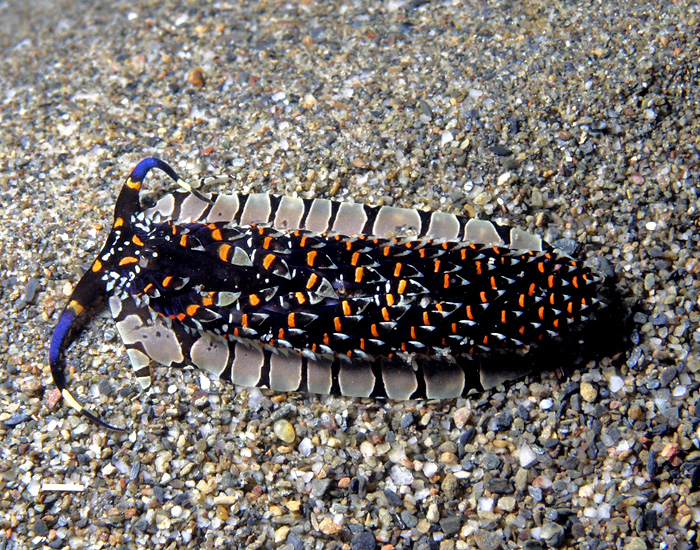
Cerberilla ambonensis.

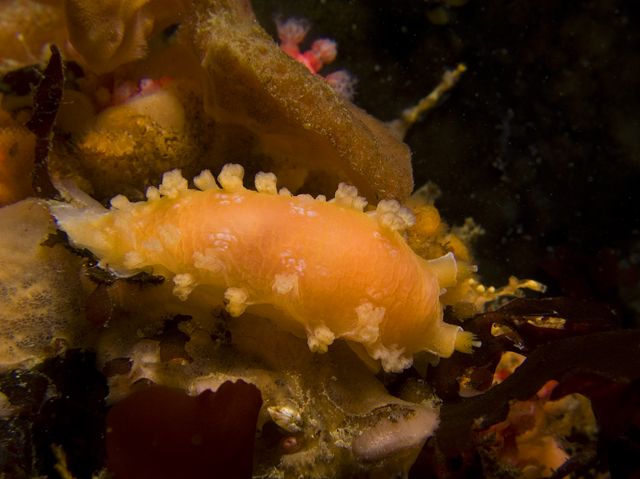
Tritonia.

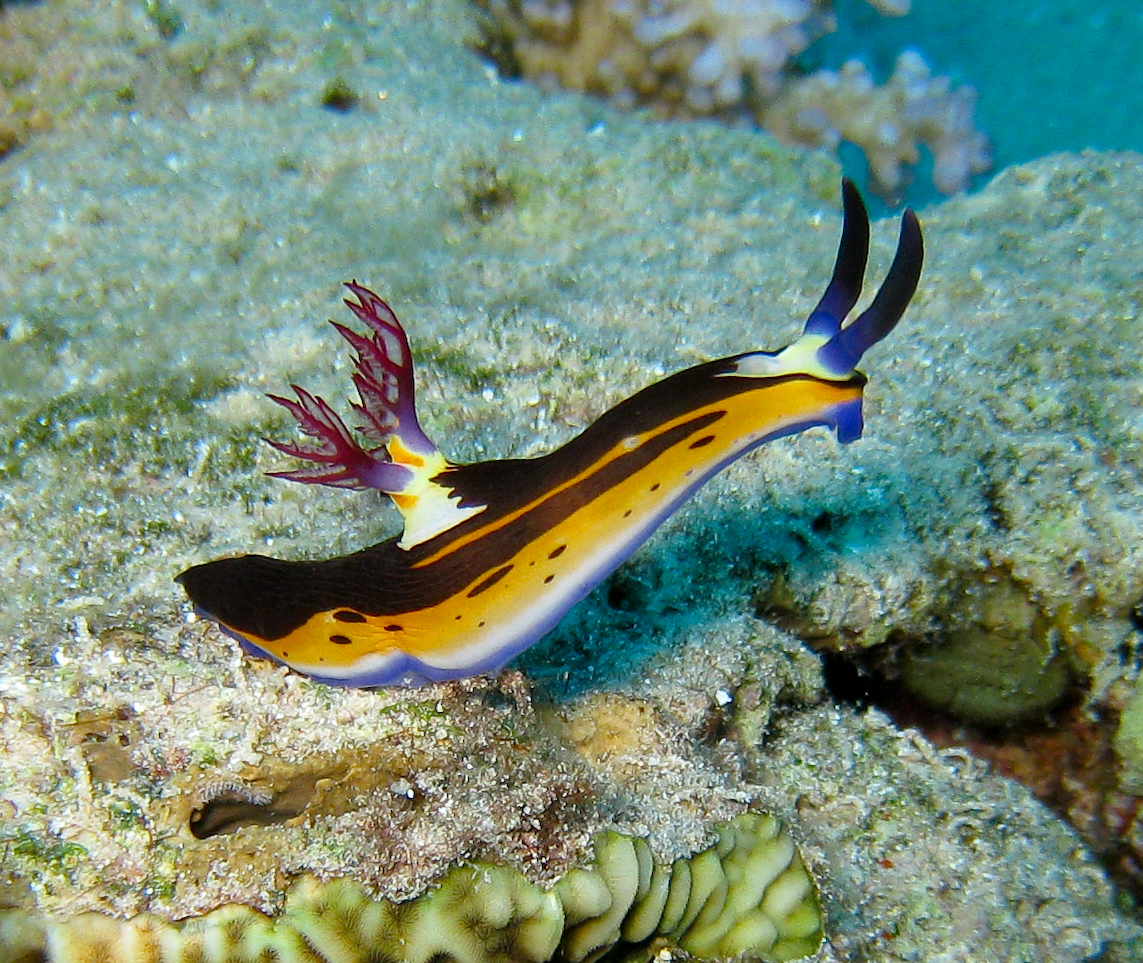
Nembrotha megalocera.

Los nudibranquios (Nudibranchia) son un orden de moluscos gasterópodos sin concha, de la infraclase de los opistobranquios, comúnmente llamados babosas de mar. Su nombre científico significa "con las branquias al desnudo". Muestran colores muy variados y llamativos y formas sinuosas.

## Características
Se caracterizan por tener el cuerpo no segmentado, con simetría bilateral y una cavidad o celoma en su interior donde se sitúan los órganos, una cabeza diferenciada con órganos sensoriales y un pie musculoso en la parte ventral que sirve de medio de locomoción.
No tienen concha ni opérculo, y su coloración alerta de su gran toxicidad (aposematismo).[cita requerida] Lo que más llama la atención son sus espectaculares coloraciones. Algunas especies tienen el cuerpo transparente y la capacidad para emitir luz. Las especies más grandes pueden alcanzar los 40 cm. Respiran por branquias que tienen distintas formas y se localizan en distintas zonas del cuerpo. Poseen dos órganos sensoriales a modo de cuernos, muy coloreados, situados en la cabeza, denominados rinóforos.

## Historia natural
De costumbres bentónicas, la mayoría pasan su vida adulta en el fondo del mar; algunas especies son pelágicas. Pueden vivir prácticamente en todas las profundidades en agua salada, pero consiguen su mayor tamaño en aguas profundas; hay más diversidad en aguas cálidas y poco profundas. Su dieta es carnívora y se alimentan de otros invertebrados y hasta de los huevos de otros nudibranquios; para ello usan una lengua abrasiva llamada rádula. Son animales venenosos y con un eficiente sistema de defensa. Son hermafroditas y se reproducen en los meses de primavera y verano.
Los huevos se agrupan por miles en cintas o ramos, no siempre de los mismos colores. No tienen depredadores,[cita requerida] pero su supervivencia está muy condicionada por la temperatura del agua y las condiciones climatológicas. Algunos son de costumbres diurnas y durante la noche se esconden enterrándose en la arena. No tienen interés gastronómico.

## Taxonomía
De acuerdo con la taxonomía de Bouchet & Rocroi (2005), en la actualidad el sistema clasificatorio de los moluscos más actualizado, divide a los nudibranquios en dos subordenes, que el Registro Mundial de Especies Marinas, basándose en las últimas investigaciones subdivide en los siguientes clados:
| Suborden Euctenidiacea - Infraorden Gnathodoridacea - Superfamilia Bathydoridoidea - Familia Bathydorididae - Infraorden Doridacea - Superfamilia Doridoidea - Familia Actinocyclidae - Familia Chromodorididae - Familia Discodorididae - Familia Dorididae - Subfamilia Miamirinae - Superfamilia Onchidoridoidea - Familia Akiodorididae - Familia Calycidorididae - Familia Corambidae - Familia Goniodorididae - Familia Onchidorididae - Superfamilia Phyllidioidea - Familia Dendrodorididae - Familia Mandeliidae - Familia Phyllidiidae - Superfamilia Polyceroidea - Familia Aegiridae - Familia Gymnodorididae - Familia Hexabranchidae - Familia Okadaiidae - Familia Polyceridae | Suborden Dexiarchia - Infraorden Cladobranchia - Parvorden No asignadas de Cladobranchia (nombre temporal) - Familia Charcotiidae - Familia Dironidae - Superfamilia Doridoxoidea - Familia Dotidae - Familia Embletoniidae - Familia Goniaeolididae - Familia Heroidae - Familia Madrellidae - Familia Pinufiidae - Familia Proctonotidae - Género Trivettea - Parvorden Aeolidida - Superfamilia Aeolidioidea - Familia Aeolidiidae - Familia Facelinidae - Familia Glaucidae - Familia Piseinotecidae - Familia Pleurolidiidae - Familia Unidentiidae - Superfamilia Fionoidea - Familia Fionidae - Familia Pseudovermidae - Superfamilia Flabellinoidea - Familia Flabellinidae - Familia Notaeolidiidae - Parvorden Dendronotida - Superfamilia Tritonioidea - Familia Aranucidae - Familia Bornellidae - Familia Dendronotidae - Familia Hancockiidae - Familia Lomanoridae - Familia Phylliroidae - Familia Scyllaeidae - Familia Tethydidae - Familia Tritoniidae - Parvorden Euarminida - Superfamilia Arminoidea - Familia Arminidae - Familia Doridomorphidae |